# Estrée-Cauchy
Estrée-Cauchy is een gemeente in het Franse departement Pas-de-Calais (regio Hauts-de-France) en telt 364 inwoners (2004). De plaats maakt deel uit van het arrondissement Béthune.

## Geografie
De oppervlakte van Estrée-Cauchy bedraagt 3,9 km², de bevolkingsdichtheid is 93,3 inwoners per km².
De onderstaande kaart toont de ligging van Estrée-Cauchy met de belangrijkste infrastructuur en aangrenzende gemeenten.

## Demografie
Onderstaande figuur toont het verloop van het inwonertal (bron: INSEE-tellingen).